# Ectemnius fossorius
Ectemnius fossorius är en stekelart som först beskrevs av Linneaus 1758.  Ectemnius fossorius ingår i släktet Ectemnius, och familjen Crabronidae. Enligt den finländska rödlistan är arten nära hotad i Finland. Enligt den svenska rödlistan är arten nationellt utdöd i Sverige. . Arten har tidigare förekommit i Götaland, Svealand och Nedre Norrland men är numera lokalt utdöd. Artens livsmiljö är skogar.